# Red Soul
「Red Soul」是日本的音樂团体AAA的第16张单曲。2007年9月19日由avex trax发售。

## 概要
- 與專輯「AROUND」同時發行，「Red Soul」這首歌亦收錄在其專輯。
- 此單曲收錄了單曲「紅唇羅曼蒂卡 / That's Right」的「紅唇羅曼蒂卡 （大魔王、昭和推選浪漫MIX）」和「刀魂男孩 / 和服噴射女孩」的「和服噴射女孩 （Remixed by Tomonao Tanaka）」。
- 本作只有1個版本，收錄了歌曲「Red Soul」的Music Clip。
- 在10月1日於公信榜单曲週排行榜取得第15位。

## 收录内容

### CD+DVD
CD
1. Red Soul
（作詞：森浩美、作曲：渡辺未来）
2. 紅唇羅曼蒂卡 （大魔王、昭和推選浪漫MIX）
3. 和服噴射女孩 （Remixed by Tomonao Tanaka）
4. Red Soul（Instrumental）

DVD
1. Red Soul (Music Clip)